# Brane Dolinar
Brane Dolinar (tudi Brane Demšar), slovenski pisatelj in avtor radijskih iger, * 5. avgust 1928, Ljubljana, Slovenija, † 28. julij 2000, Ljubljana.

## Življenje
Brane Dolinar je psevdonim Branislava Demšarja, ki se je rodil 5. avgusta 1928 v Zgornji Šiški. Osnovno šolo je obiskoval v Ljubljani ter v Javorniškem rovtu nad Koroško Belo. Tam je poučeval njegov starejši brat in ga tako skorajda prisilil k pisanju. Vsak dan je moral sestaviti po en prosti spis. V tistem času so tako v mladinski reviji Naš dom objavili njegovo pismo uredniku. To je bil prelomen trenutek za pisatelja, saj je bil to vstop v pisateljski svet.
Z branjem knjig se je srečal že zelo zgodaj preko brata, ki mu jih je nosil. Pravljice si je bral sam, saj mu jih ni imel kdo prebirati. Mama je bila prezaposlena z ostalimi otroki, oče pa je že zgodaj umrl. V drugem letu njegovega šolanja na klasični gimnaziji v Ljubljani se je začela druga svetovna vojna. Leta 1943 so ga z drugimi dijaki vred izključili iz šole. Do konca vojne je služil kot zidar. Delal je v delavnici igrač, kot kulturno-prosvetni referent, kot učitelj pionirjev, kot prevajalec ruščine ter kot novinar. Medtem pa je tudi maturiral in se zaposlil v avtobusnem podjetju. Tudi glasba je bila velik del njegovega življenja, saj ga je pripeljala na Akademijo za glasbo v Ljubljano. Napisal je kar nekaj radijskih iger, katerim je sam dodal glasbeno spremljavo in tako združil obe strasti.

## Delo
Brane Dolinar je bil mladinski pisatelj, avtor mnogih radijskih iger ter otroških kriminalk. V 70. letih je prav on začel s pisanjem otroških in mladinskih kriminalk. Prispeval je prvo otroško kriminalko Rdeča kapica iz Zgornje Šiške leta 1972. Zgodbo je vpletel v nemško mesto Bonn, kjer glavna junakinja Rdeča kapica doživi kar nekaj napetih trenutkov. Leta 1974 je napisal še drugo mladinsko detektivko z naslovom Detektivi na jeklenih konjičkih. V njegovih knjigah je čutiti globoko spoštovanje do matere in očeta.
Leta 1959 je nastalo delo Dvojne počitnice. Po tem literarnem delu je bil leta 2001 posnet istoimenski film pod vodstvom Tuga Štiglica. 
Napisal je tudi mnogo radijskih iger, ki so bile izvedene na radiu Ljubljana, Zagreb ter Novi Sad.

### Mladinska dela
- Dvojne počitnice – 1959, 1980
- Druga enajstmetrovka – 1962
- Rdeča kapica iz Zgornje Šiške – 1972
- Detektivi na jeklenih konjičkih – 1974
- Dnevnik Jureta Novaka ali Mladi Krpani potujejo na Luno – 1980
- Detektivi v zeleni katri – 1989.

### Radijske igre
- Začarana nogometna žoga, izv. 1961,
- Janevski – Dolinar: Sladkorna pravljica, izv. 1963,
- Rotacija, izv. 1964,
- Mladi Krpani potujejo na Luno, izv. 1964,
- Tartinijev slavček, izv. 1966,
- Pepelka 71, izv. 1971,
- Obračun v Dixilend Bandu, izv. 1972,
- Jagoda, izv. 1975,
- Mali kurir, izv. 1976.